# Carex humilis
Carex humilis är en halvgräsart som beskrevs av Friedrich Wilhelm von Leysser. Carex humilis ingår i släktet starrar, och familjen halvgräs.

## Underarter
Arten delas in i följande underarter:
- C. h. humilis
- C. h. scirrobasis

## Bildgalleri

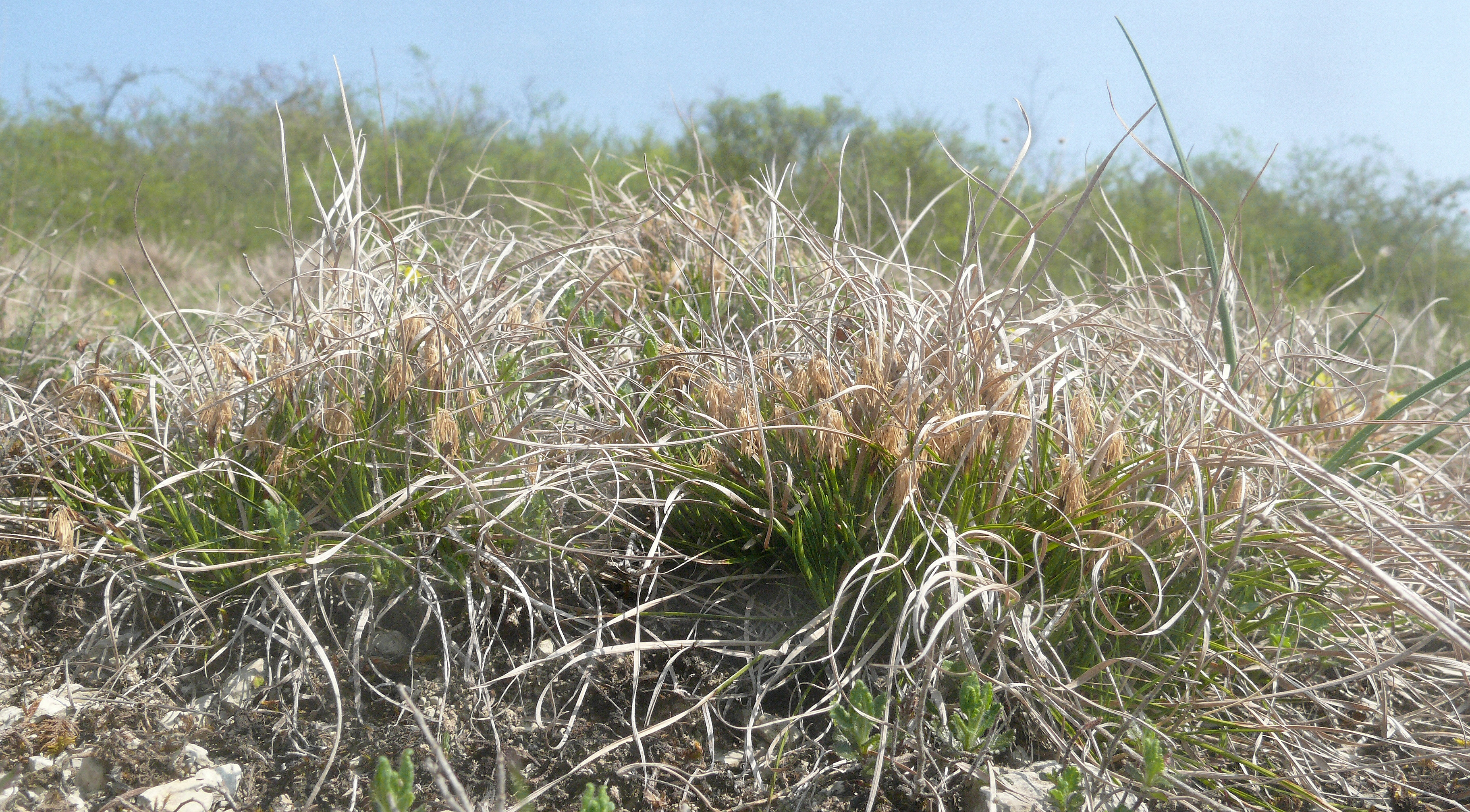
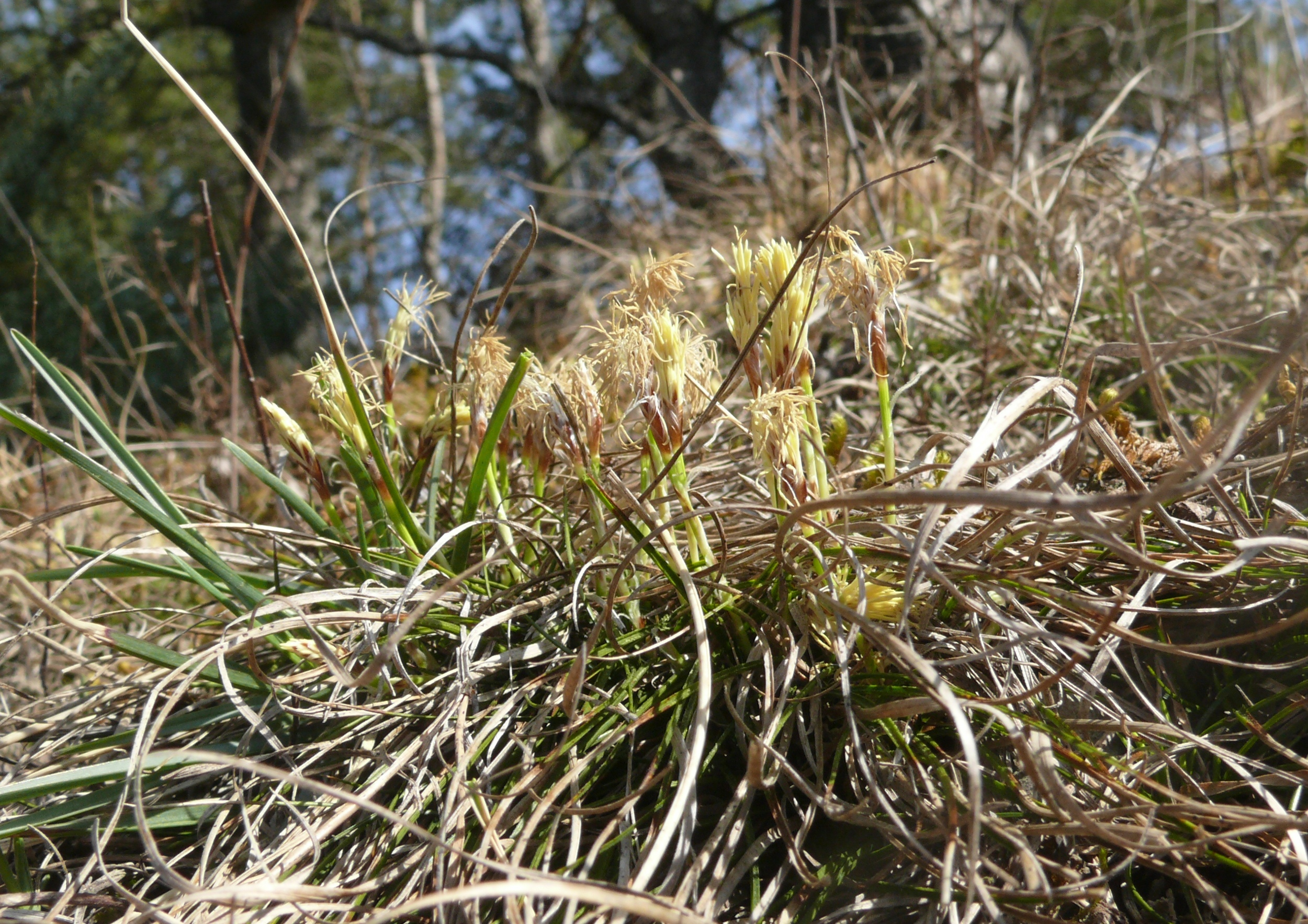
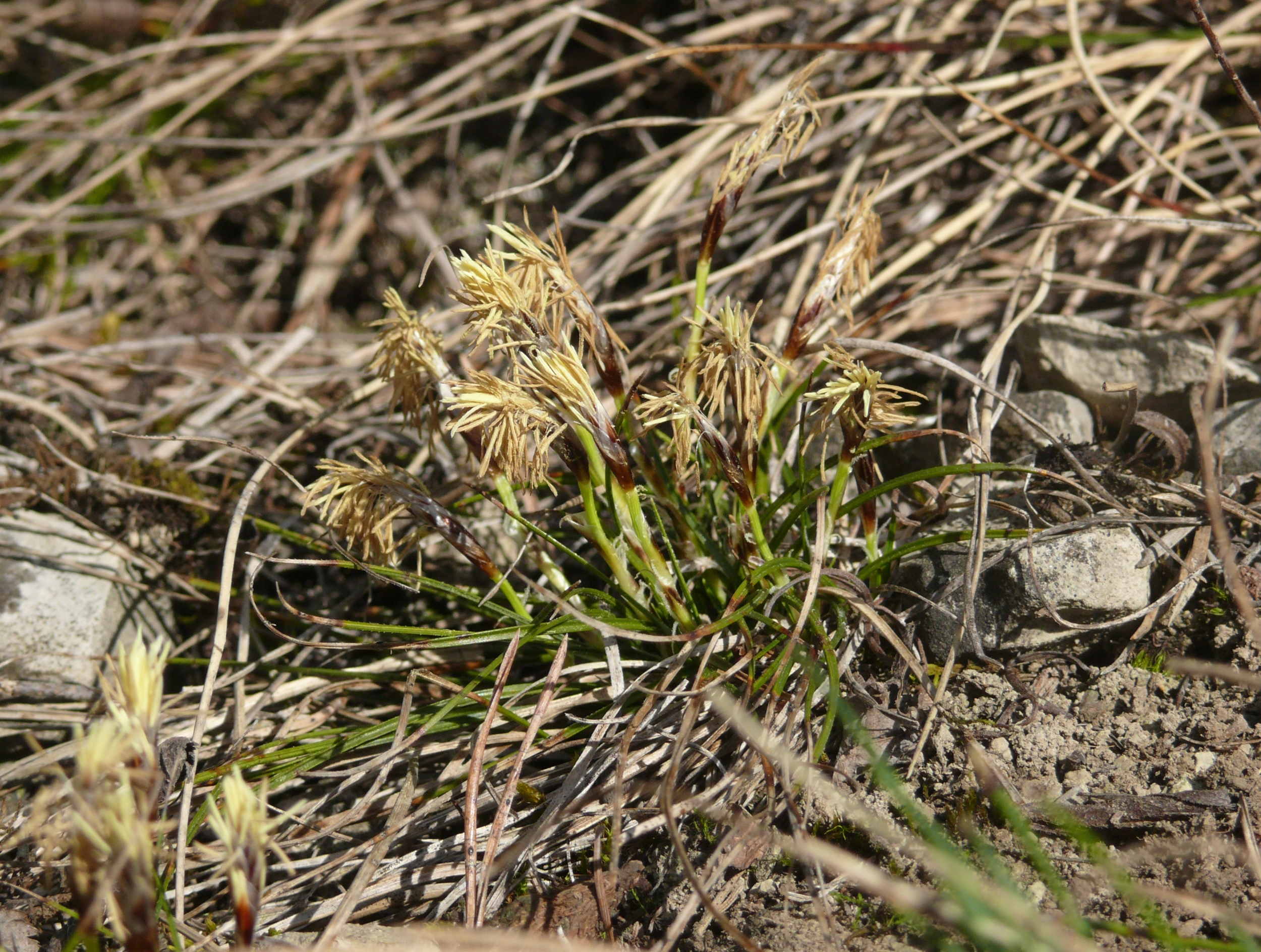
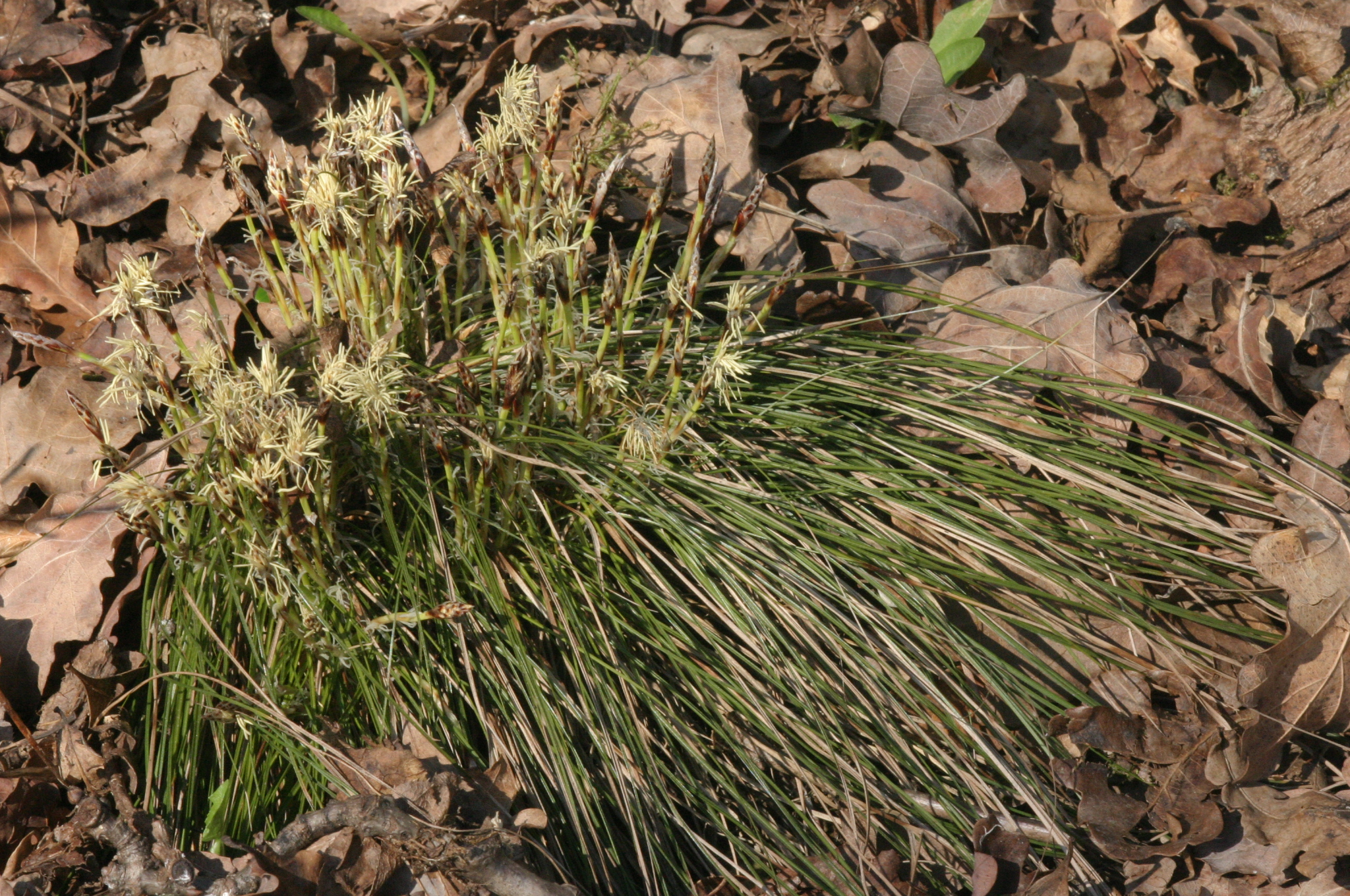
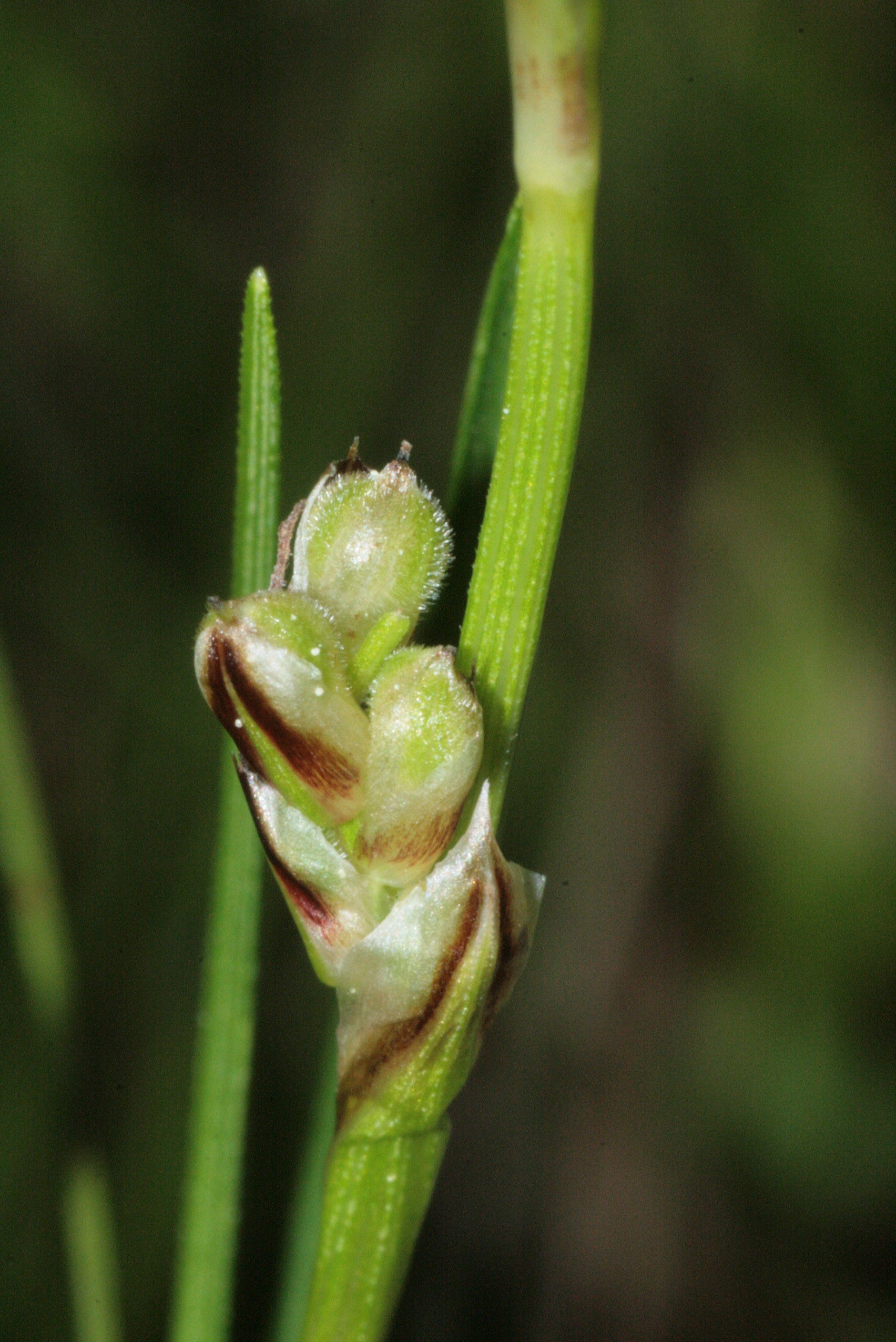
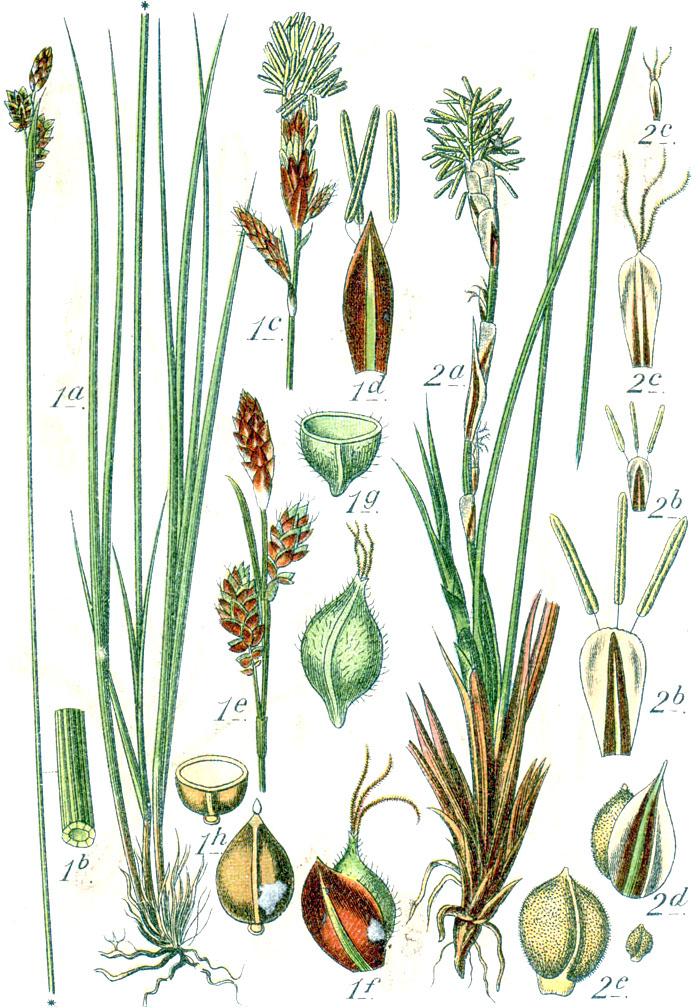